# Acalypha vagans
Acalypha vagans là một loài thực vật có hoa trong họ Đại kích. Loài này được Cav. mô tả khoa học đầu tiên năm 1800.